# گارلیتسا مورووانا
گارلیتسا مورووانا (به لهستانی:  Garlica Murowana) یک روستا در لهستان است که در گمینا ژلونکی واقع شده‌است. گارلیتسا مورووانا  ۳۳۰ نفر جمعیت دارد.